# Joaquín Sobrino
Pour les articles homonymes, voir Sobrino.
Sobrino  Martínez est un nom espagnol. Le premier nom de famille, en général paternel, est Sobrino ; le second, en général maternel, souvent omis, est Martínez.
Joaquín Sobrino Martínez,  né le 22 juin 1982 à Posada de Llanes, est un coureur cycliste espagnol, devenu directeur sportif. Il a évolué au sein de l'équipe Relax-GAM en 2007, puis de Burgos Monumental-Castilla y León jusqu'en 2009 et enfin Caja Rural.

## Palmarès et résultats

### Palmarès par année
- 2005
  - 4e étape du Tour de Tolède
  - 3e et 5e étapes du Tour de Galice
  - 3e du Tour de Tolède
- 2008
  - 2e étape du Tour de Navarre
  - 2e étape du Tour du Mexique
- 2009
  - 1re étape du Tour de Castille-et-León
- 2010
  - 3ea étape du Tour des Asturies
  - 3e du championnat d'Espagne du scratch
- 2012
  - 2e étape du Tour d'Algérie
  - 3e étape de l'Okolo Jižních Čech
  - 3e du Tour d'Algérie
  - 3e du championnat d'Espagne du scratch
- 2013
  - 4e étape des Cinq anneaux de Moscou

### Classements mondiaux
| Année            | 2005 | 2006 | 2007 | 2008 | 2009 | 2010 | 2011 | 2012 | 2013 | 2014 |
| ---------------- | ---- | ---- | ---- | ---- | ---- | ---- | ---- | ---- | ---- | ---- |
| UCI Africa Tour  |      |      |      |      |      |      |      | 40e  | 93e  |      |
| UCI America Tour |      |      |      | 183e | 281e | 172e |      |      |      |      |
| UCI Asia Tour    |      |      | 104e |      |      |      | 222e |      | 167e |      |
| UCI Europe Tour  | 930e | 959e | 457e | 449e | 229e | 477e | 430e | 393e | 524e | 535e |